# Skigebiet Ehrwalder Alm
Das Skigebiet Ehrwalder Alm liegt am Fuße der Zugspitze in Ehrwald, umfasst 7 Liftanlagen und 27,5 Pistenkilometer und ist Teil der Tiroler Zugspitzarena.

## Skilifte und Skipisten

### Skilifte

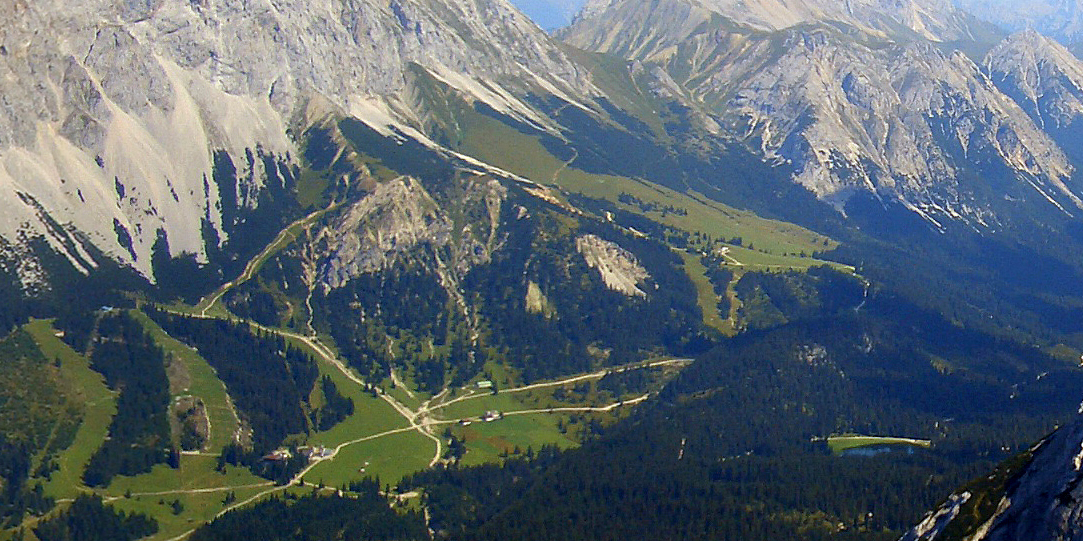
Ehrwalder Alm mit Issentalköpfl im Sommer

| Lifttyp | Name              |
| ------- | ----------------- |
|         | Ehrwalder Almbahn |
|         | Issentalkopf      |
|         | Ganghofer         |
|         | Gaistal           |
|         | Hochbrand         |
|         | Klämmli           |
|         | Minilift          |

### Abfahrten
| Schwierigkeitsgrad |     | Name               |
| ------------------ | --- | ------------------ |
|                    | 1   | Talabfahrt         |
|                    | 2   | Ganghofer          |
|                    | 2a  | Ganghofer          |
|                    | 2b  | Ganghofer          |
|                    | 3   | Klämmli-Abfahrt    |
|                    | 3a  | Klämmli            |
|                    | 4   | Jägerhütte         |
|                    | 5   | Hochbrand          |
|                    | 6   | Hochbrand Familie  |
|                    | 6a  | Skiweg Bergstation |
|                    | 7   | Rennstrecke        |
|                    | 8   | Panorama           |
|                    | 9   | Pestkapelle        |
|                    | 9a  | Pestkapelle        |
|                    | 10  | Issental           |
|                    | 10a | Klawing            |
|                    | 11  | Hochfeldern        |
|                    | 11a | Hochfeldern        |
|                    | 12  | Gaistal            |
|                    | 13  | Böömig             |

Die 27,5 Kilometer Piste verteilen sich zu 18 Kilometer auf blaue Pisten, 7,5 Kilometer auf rote Pisten und 2 Kilometer auf schwarze Pisten. Zudem findet zweimal wöchentlich auf der Piste „Ganghofer“ an der Ehrwalder Almbahn ein Nachtrodeln statt.